# Phidippus adumbratus
Phidippus adumbratus là một loài nhện trong họ Salticidae.
Loài này thuộc chi Phidippus. Phidippus adumbratus được Willis J. Gertsch miêu tả năm 1934.